# Perameles nasuta
Perameles nasuta là một loài động vật có vú trong họ Peramelidae, bộ Peramelemorphia. Loài này được É. Geoffroy mô tả năm 1804.

## Hình ảnh

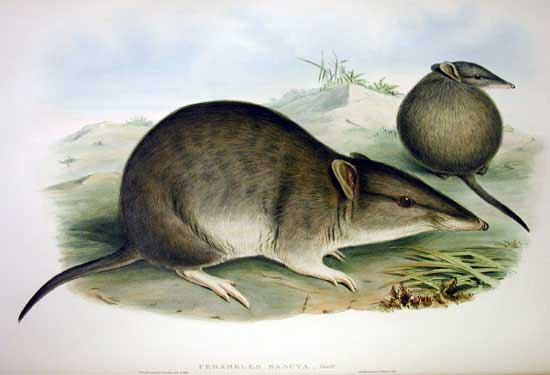
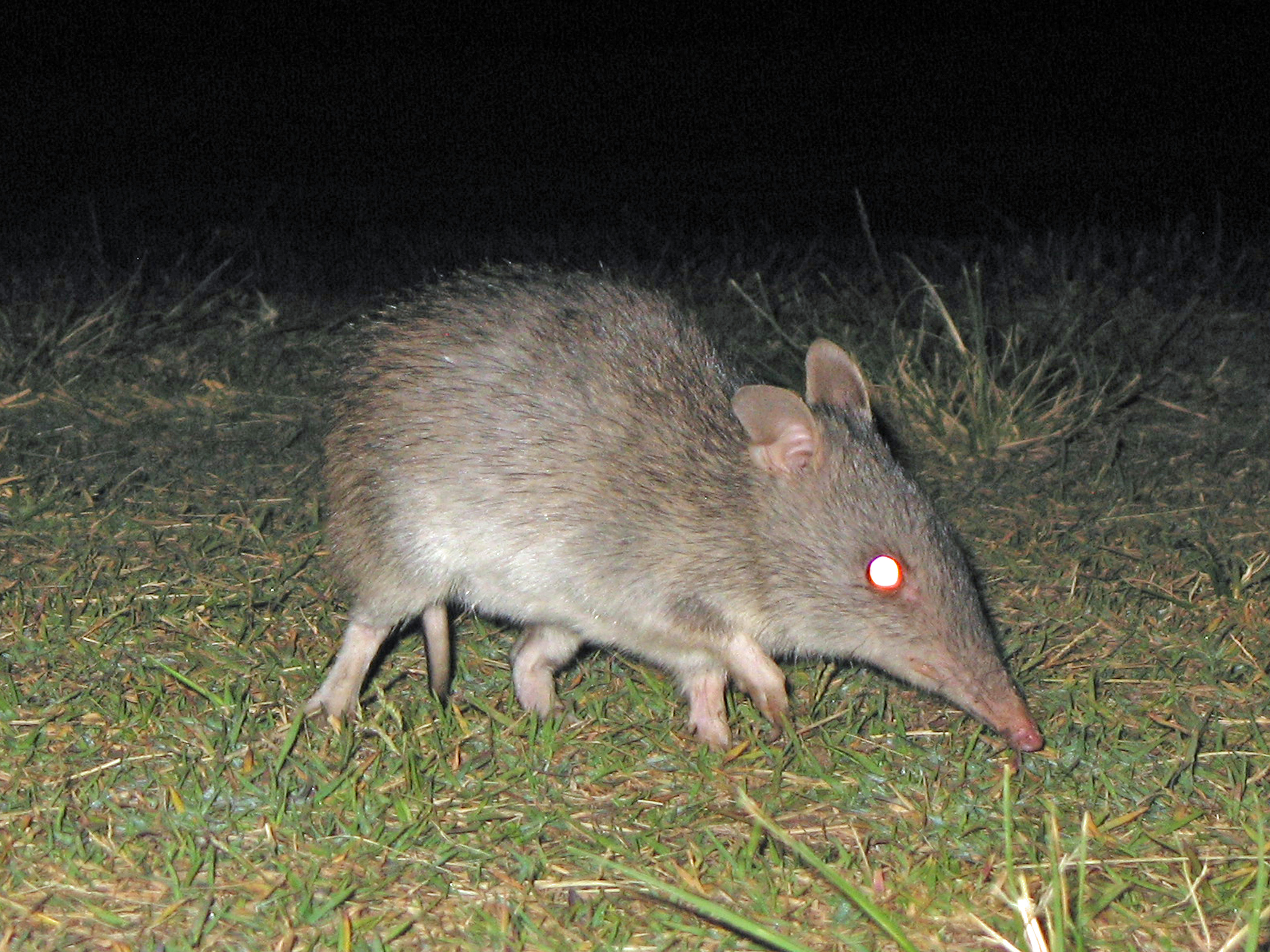
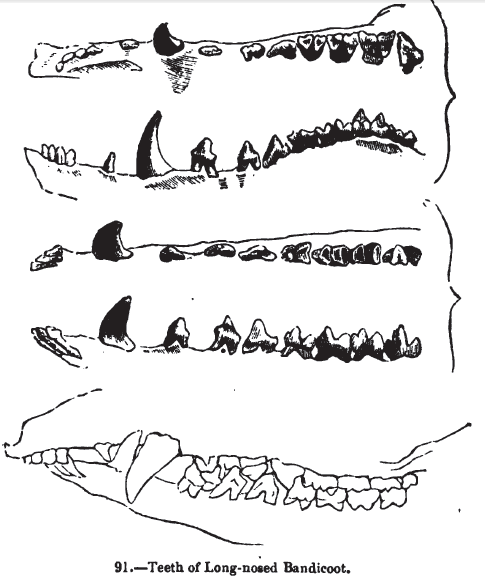
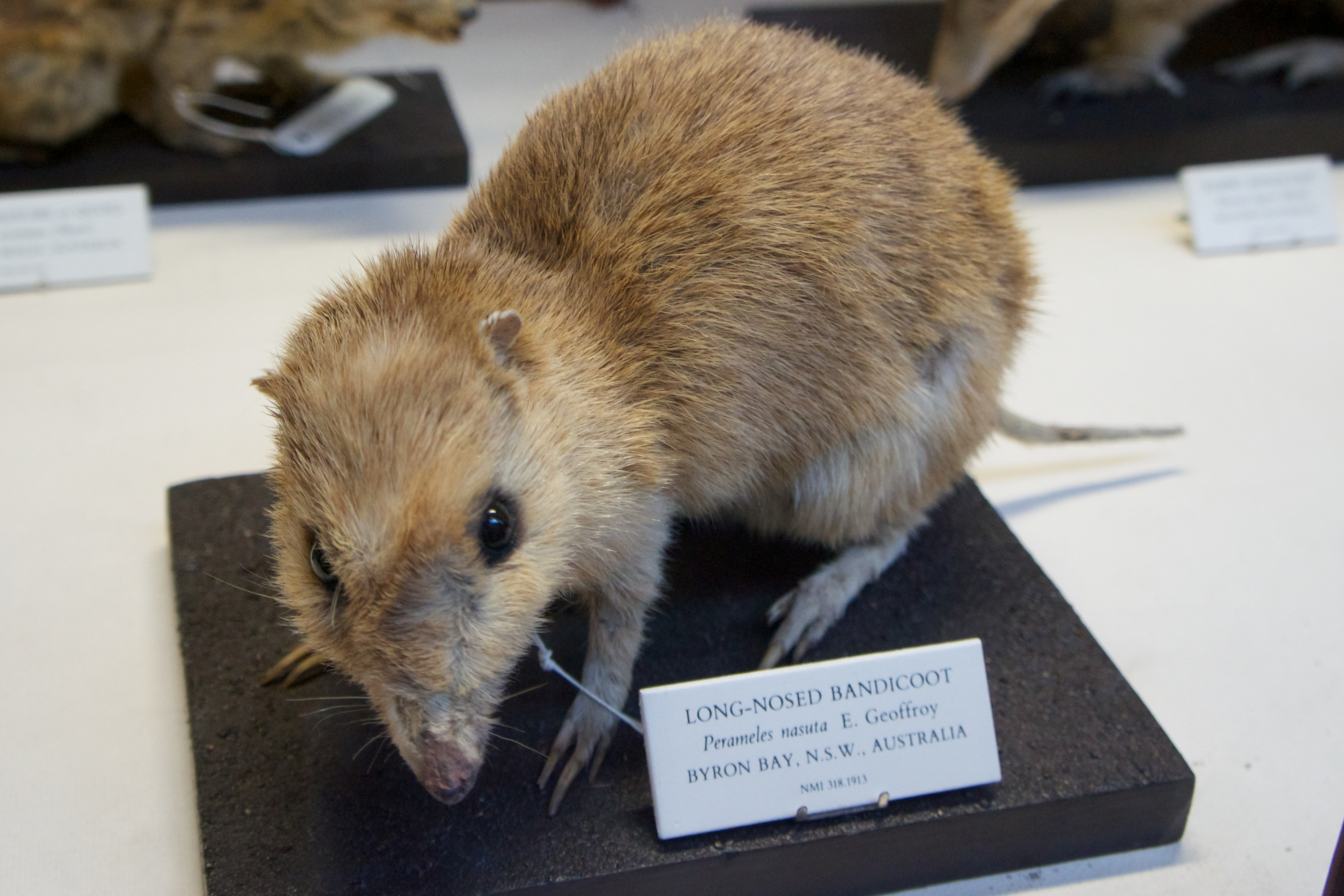